# Boqueteaux-Meister
Als Meister der Wäldchen oder Boqueteaux-Meister (fr. Maître aux Boqueteaux) wird ein Buchmaler im Paris des Mittelalters bezeichnet, der dort nach 1350 tätig war.

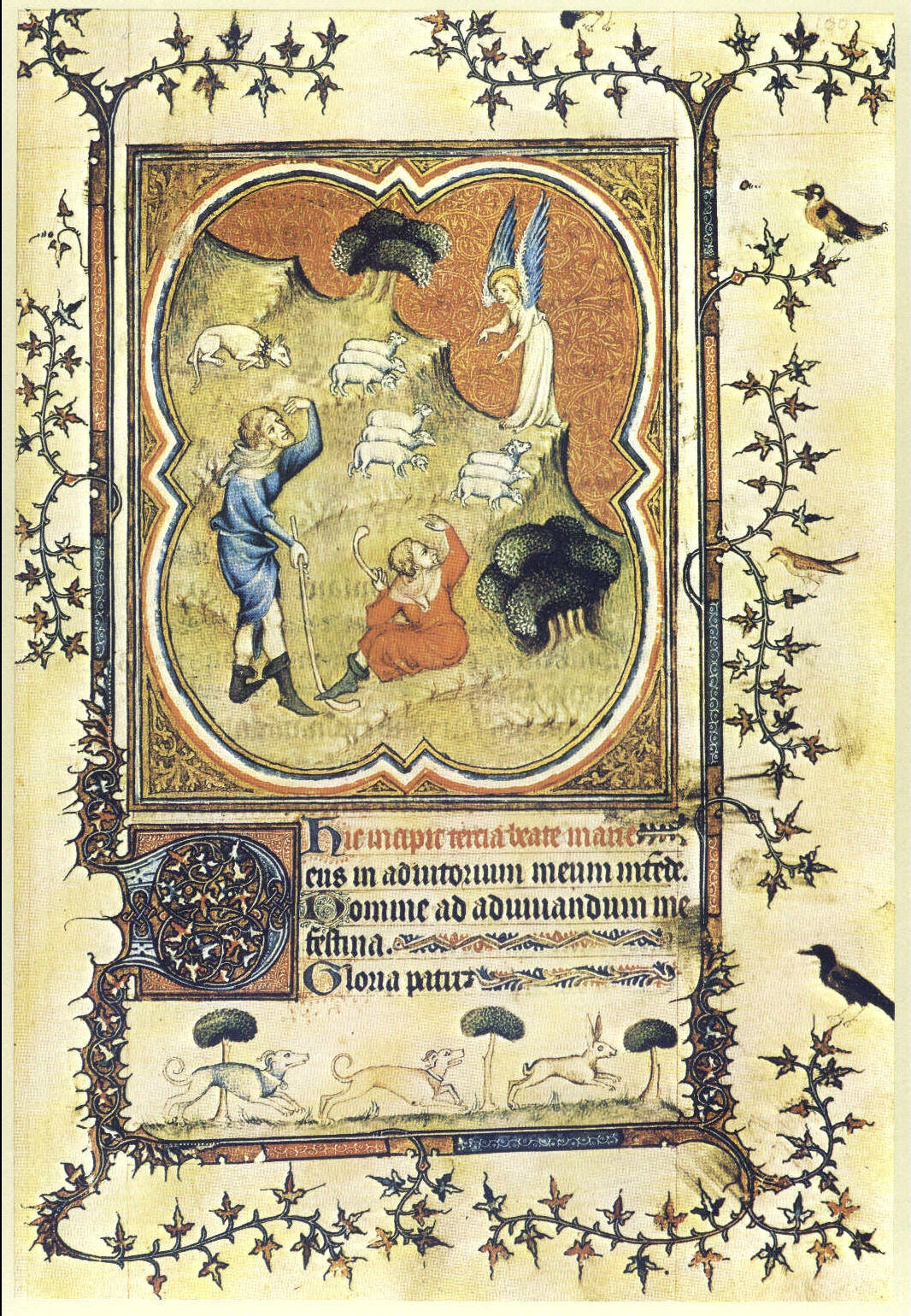
Boqueteaux-Meister (Meister der Wäldchen): Illumination aus dem Stundenbuch Philipp des Kühnen, um 1370, Paris

## Namensgebung
Der namentlich nicht bekannte Boqueteaux-Meister erhielt seinen Notnamen nach der für ihn und seine Mitarbeiter typischen Darstellung von schirmähnlichen Bäumen, die in spärlich bestandenen Baumgruppen als Wäldchen zusammengefasst sind. Deswegen wird der Meister auf Englisch als Meister der Regenschirm-Bäume (Master of the Umbrella-Trees) bezeichnet. Auch die Walddarstellung durch den Künstler kann dabei als ein Symbol, eine in der Gotik typische Floskel der Wildnis und Gefahr interpretiert werden.
Der Meister der Wäldchen oder Boqueteaux-Meister wird auch in deutschsprachiger Fachliteratur oft unter seinem französischen Namen Maître aux Boqueteaux geführt.

## Werkstatt
Der Boqueteaux-Meister hat vermutlich eine größere Werkstatt betrieben und von ihm ausgemalte Manuskripte enthalten oft auch Werke aus anderer Hand. Dies macht die genaue Abgrenzung der von ihm selbst von den von seinen Mitarbeitern geschaffenen Bildern nicht immer zweifelsfrei möglich. Ein für die gotische Malerei floskelhaftes Waldmotif wurde zuvor um 1350 durch den Meister der Remède de Fortune verwendet und wurde danach auch von Mitarbeitern der Werkstatt des Boqueteaux-Meisters sowie anderen Pariser Buchmalern gerne aufgegriffen; daher wird vorgeschlagen, den Boqueteaux-Meister besser nach einem seiner Hauptwerke als Meister der Bibel des Jean de Sy zu bezeichnen.
Unter den vielen Werken des Boqueteaux-Meisters und seiner Mitarbeiter sind die bekanntesten Arbeiten beispielsweise
- die Bibel des Jean de Sy, eine der ältesten Handschriften aus der Werkstatt des Boqueteaux-Meisters[4]
- das Stundenbuch Philipps des Kühnen, Herzog von Burgund, von 1370, in denen der Meister die Szenen des Kalendariums und zehn der elf großen Miniaturen malte und ein anderer Mitarbeiter seiner Werkstatt die anderen etwas weniger kunstfertigen Bilder beitrug[5]
- ein Luxusexemplar der Grandes Chroniques de France, eine Abschrift dieses Geschichtsbuches um 1380 für Karl V. hergestellt, in dem auch Arbeiten von vier anderen Malern enthalten sind
- eine Ausmalung des Titus Livius[6]

## Bedeutung
Mit Jean Pucelle und den Brüdern von Limburg sowie dann dem Rohan- und dem Bedford-Meister sowie den späteren Malern Jean Fouquet und dem franko-flämischen Meister der Maria von Burgund zählt der Boqueteaux-Meister zur Gruppe der herausragenden, „genialen“ Buchmalern, die ab dem Ende des 14. Jahrhunderts durch besondere Kunstfertigkeit und Originalität in der Interpretation des Bildthemas den Ruf und die Bedeutung der französischen Buchmalerei der Gotik begründeten und über mehr als hundert Jahre weiterführten. Der Boqueteaux-Meister  und einige andere dieser Meister haben auch in der Zusammenarbeit mit Kopisten und Herausgebern in Paris die Grundlagen einer mittelalterlichen Buchproduktion in der Stadt gelegt. Die dem Boqueteaux-Meister nachfolgenden Generationen von Pariser Buchmalern haben dann nach Ansicht mancher Experten seine Vorarbeiten aufgenommen und in einer kunstfertigen Buchproduktion aufgehen lassen, die nicht unbedingt mehr die künstlerische Individualistik ihrer Vorgänger und einiger Zeitgenossen zeigt, sondern eine weitere und schnellere Verbreitung von Werken anstrebt.

## Identifizierung
Es wird vorgeschlagen, dass es sich beim Boqueteaux-Meister um Jan Bondol handelt (auch Jean de Bruges genannt), einen flämischen Buchmaler aus Brügge der von 1368 bis 1381 in Paris nachweislich tätig war, unter anderem auch am Hof des Kaisers Karl V., und dass Bondol der Betreiber des heute unter dem Namen des Boqueteaux-Meisters bekannten Pariser größeren Malerateliers war.